# Листкові жаби
Листкові жаби (Eleutherodactylidae) — родина земноводних підряду Neobatrachia ряду Безхвості. Має 2 підродини, 4 роди, 201 вид.

## Опис
Загальна довжина представників цієї родини коливається від 1 до 8,8 см. Спостерігається статевий диморфізм: самиці більші за самців. Голова невелика. Очі із вертикальними зіницями. Відсутні сошникові зуби. Верхня щелепа зазвичай із зубами. Самці мають бокові резонатори. Тулуб переважно стрункий. Присутня хрящова груднина. Має 8 пресакральних хребців. Задні кінцівки довші за передні. Пальці з дисками-присосками. забарвлення відповідає місцю перебування того чи іншого виду.

## Спосіб життя
Зустрічаються у різних ландшафтах: лісах, нагір'ях, неподалік боліт, струмків, річок, активні у присмерку або вночі. Живляться дрібними безхребетними.
Це переважно яйцекладні амфібії, лише один вид — Eleutherodactylus jasperi — яйцеживородний. У більшості видів відбувається прямий розвиток в яйці, з якого виходять вже невеличкі жабенята.

## Розповсюдження
Мешкають від півдня США до Південної Америки (включно). Поширені на великих та Малих Антильських островах.

## Підродини та роди
- Підродина Eleutherodactylinae
  - Diasporus
  - Eleutherodactylus
- Підродина Phyzelaphryninae
  - Adelophryne
  - Phyzelaphryne